# نانچو نوو
نانچو نُوو (اسپانیایی: Nancho Novo‎؛ زادهٔ ۱۷ سپتامبر ۱۹۵۸) بازیگر اهل اسپانیا است.

## گزیدهٔ نقش‌آفرینی‌ها
- وارثان زمین (۲۰۲۲)
- تیرا دل فوئگو (۲۰۰۰)
- عشاق مدار شمالگان (۱۹۹۸)
- در ستایش زنان مسن (۱۹۹۷)
- زمین (۱۹۹۶)
- عشق نه، فقط دیوانگی (۱۹۹۶)
- گل اسرار من (۱۹۹۵)
- همه مردها مثل هم هستند (۱۹۹۴)
- سنجاب قرمز (۱۹۹۳)